# Долнослав
Долносла́в (болг. Долнослав) — село в Болгарії, у Пловдивській області. Входить до складу общини Асеновград.

## Населення
За даними перепису населення 2011 року у селі проживали 304 особи, усі — болгари.
Розподіл населення за віком у 2011 році:
Динаміка населення: